# Román Fresnedo Siri
Román Fresnedo Siri (Salto, 4 de fevereiro de 1903 - Montevidéu, 26 de junho de 1975), arquiteto uruguayo. 

## Biografia
Egresso como arquiteto da Facultad de Arquitetura de Montevidéu , Universidad de la República, localizada no antigo edificio da Faculdade de Matemáticas na 'Ciudad Vieja em Montevidéu.
Produção arquitetônica
- Tribuna Folle Ylla (1938) e Local Tribuna (1945) no Hipódromo de Maroñas;
- edificio da Faculdade de Arquitetura, inaugurado em 1947, localozado na esquina de Bulevar Artigas com Bulevar España (en colaboração com seu colega Mario Muccinelli);
- Palacio de la Luz, sede central de UTE, np bairro Arroyo Seco;
- sede da Organização Panamericana da Saúde em Washington, DC, Estados Unidos, inaugurado em 1965;[2]
- monumento a Luís Batlle Berres na praça onde Bulevar Artigas dobra em angulo reto, inaugurado em 1967;
- Sanatorio Americano, na zona do Parque Batlle
- Edifício Esplanada , 1952 , no bairro Independência, Porto Alegre, Brasil.
- Hipódromo do Cristal, Porto Alegre, Brasil.